# Dance and Love Selection Vol. 4
Dance And Love Selection Vol. 4 è il 4 capitolo della serie di compilation in cui sono raccolti i lavori del noto dj piemontese Gabry Ponte e degli artisti della sua etichetta. Resa disponibile in download digitale o su supporto fisso dal 3 maggio 2011 la compilation è composta da 14 brani più una bonus track.

## Tracce
1. Gabry Ponte, Djs From Mars, Bellani & Spada - Que Pasa (Gabry Ponte Extended Mix)
2. The Three Caballeros - Carnaval De Paris (Rudeejay & Datura Remix)
3. Javi Mula feat Re-leese - Jet Set (Extended Mix)
4. Brooklyn Bounce & Maurizio Gubellini - Bass, Beats and 5 Seconds (Gabry Ponte Remix)
5. Da Brozz feat La Miss - This Is My Life (Extended Main Mix)
6. Funky Junction vs Splashfunk - Shake That Booty (Move) [Funky Junction & Felipe C. Remix]
7. Gabry Ponte feat. Maya Days - Sexy Deejay (In Da Club) [Djs From Mars Club Mix]
8. Paki, Jaro, Emanuel Nava - Caminando (Original Mix)
9. Mindifferent - Rhytmn in Love (Original Mix)
10. Spencer & Hill - 2 Kisses Of You (Original Mix)
11. Manu Da Bass feat. Timothy Drake - Baby That's Life (Original Radio Mix)
12. Fabio Massimino & Salvo Germany - Printing Kontrol (Original Mix)
13. Mason feat. Roisin Murphy - Boadicea (Evil Nine Remix)
14. Gabry Ponte - Sharm Café (Bellani & Spada Remix)
15. Bonus Track: Gabry Ponte - Geordie (Radio Mix)